# كولين ويلكيرسون
كولين ويلكيرسون (بالإنجليزية: Cullen Wilkerson)‏ هو لاعب كرة قدم أمريكي، ولد في 7 سبتمبر 2004 في ريتشموند في الولايات المتحدة.